# Рипалимозани
Рипалимозани (итал. Ripalimosani) је насеље у Италији у округу Кампобасо, региону Молизе.
Према процени из 2011. у насељу је живело 1731 становника. Насеље се налази на надморској висини од 653 м.

## Становништво
| 1931. | 1936. | 1951. | 1961. | 1971. | 1981. | 1991. | 2001. | 2011. |
| ----- | ----- | ----- | ----- | ----- | ----- | ----- | ----- | ----- |
| 2.615 | 2.717 | 2.875 | 2.451 | 1.935 | 2.238 | 2.454 | 2.588 | 2.972 |